# Горобець італійський
Горобець італійський (Passer italiae) — вид горобцеподібних птахів родини горобцевих (Passeridae).

## Поширення
Вид поширений в Італії, суміжних районах Франції, Швейцарії, Австрії та Словенії, а також на Корсиці і Сицилії. На півночі ареалу утворює гібриди з Passer domesticus, а на півдні ареалу — з Passer hispaniolensis. Горобець італійський є жителем міст, сіл та сільськогосподарських угідь.

## Опис
Довжина тіла становить близько 16 см, вага тіла 23–30 г. Оперення нагадує хатніх та чорногрудих горобців. Від самця чорногрудого горобця відрізняється каштаново-коричневою шапочокою, більш вираженою білою бровою, чисто білими щоками, об'ємним чорним нагрудником і чітко окресленим малюнком на спині. Самиці схожі на самиць хатніх горобців.